# El Capirito
El Capirito är en ort i Mexiko.   Den ligger i kommunen Nuevo Urecho och delstaten Michoacán de Ocampo, i den södra delen av landet, 280 km väster om huvudstaden Mexico City. El Capirito ligger 919 meter över havet och antalet invånare är 443.
Terrängen runt El Capirito är bergig. Runt El Capirito är det ganska glesbefolkat, med 48 invånare per kvadratkilometer. Närmaste större samhälle är Ario de Rosales, 13,4 km öster om El Capirito. I omgivningarna runt El Capirito växer huvudsakligen savannskog.